# Shvoy Kálmán
Vitéz Shvoy Kálmán (Shwoy; Budapest, 1881. február 12. – Szeged, 1971. október 25.) hivatásos katona, altábornagy, országgyűlési képviselő, a Magyar Labdarúgó-szövetség elnöke 1923 és 1926 között. Shvoy Lajos székesfehérvári püspök testvére volt.

## Életpályája
Szülei, Shvoy Kálmán (1843-1930), magyar államvasúti felügyelő, és Cacciari Matild (1852-1938). Apai nagyszülei Shvoy Miklós (1814-1898) uradalmi főtiszt, kataszteri becslő-biztos, és neuenfeldi Novák Franciska (1812–1877) voltak; Schvoy Miklósné Novák Franciska szülei Novák Ferenc uradalmi gazdatiszt és Stader Filippina voltak.
A Ludovika Akadémia elvégzését követően az 1. honvéd gyalogezredhez került. 1902-től Budapesten, 1903 októberétől Bécsben képezte tovább magát. 1909-ben Szegedre kerül, a következő évben feleségül vette Wagner Margitot, a város egyik ismert kereskedőcsaládjának lányát. 1911-12-ben rövid ideig Kolozsvárra kerül, majd ismét Szegeden szolgál. 1912 májusában századossá léptették elő. Végigharcolta az első világháborút, többnyire vezérkari posztokon teljesített szolgálatot különböző alakulatoknál. 1918. január 1-jén soron kívül őrnaggyá léptették elő. Az összeomláskor a 39. honvéd gyaloghadosztály vezérkari főnöke volt.
Ezt követően a szegedi II. kerületparancsnokság vezérkari főnöke lett, 1919 márciusában a városi katonatanács egyik vezetője. Júniustól fontos szerepet töltött be a Nemzeti Hadsereg szervezése során. 1920 januárjában alezredes, május 1-jétől ezredes. 1922-ben Budapestre ment, egy ideig a vezérkari főnök szárnysegédjeként teljesített szolgálatot. Katonai feladatainak ellátása mellett a közéletben is aktívan tevékenykedett. Ugyanebben az évben a szegedi 9. gyalogezred parancsnoka lett, később az 5. vegyes dandár gyalogságát irányította. 1925-ben megszerezte a jog- és államtudományok doktora címet. 1927-ben tábornok, 1929-ben vitézzé avatták. 1930. május 1-jétől az 5. vegyes dandár parancsnokává nevezték ki, egy évvel később altábornaggyá lépett elő. 1934-ben nyugállományba került ezt követően politikusi pályára lépett. 1935-től 1939-ig a Nemzeti Egység Pártja országgyűlési képviselője, a párt Véderőbizottságának elnöke. A párton belüli ellentétek miatt szakadt félbe politikusi karrierje. A második világháború végén a nyilas hatóságok internálták. 1945-ben visszatért Szegedre, a bíróság "igazolt"-nak nyilvánította, később mégis megfosztották rendfokozatától. Katonatiszti nyugdíjat nem kapott, különböző alkalmi munkákból élt.

## MLSZ elnök
1921-ben a közgyűlés az egyik alelnöknek választja, majd 1923-1926 között a Magyar Labdarúgó-szövetség elnökeként tevékenykedhetett. A szövetség a háborút követően újra kiírta a Magyar Kupát. 1923. május 20-ra hívta össze a FIFA kongresszusát, Genfbe. Itt kellett tisztázni azt a sportpolitikai feszültséget, amely a világháborúban szemben álló országok között – még mindig fennmaradt. Franciaországban, Párizs volt a házigazdája a VIII., az 1924. évi nyári olimpiai játékok labdarúgó tornájának, ahol komolyan számoltak a magyar válogatottal. A tragikusan gyenge szereplés következtében az MLSZ elnöksége lemondott, nem vállalva a kudarc felelősségét. A rendkívüli közgyűlés kevés kivétellel újra a régi vezetőséget választotta meg. 1925-ben tették meg az első lépéseket a Magyar Tréner Kollégium megszervezésére.

## Halála
Szegeden hunyt el, a szegedi Belvárosi temetőben nyugszik (X-kriptasor 383).

## Hagyatéka
Shvoy Kálmán hagyatékában naplói maradtak meg (részben kiadottak csak), amelyeket a Csongrád-Csanád Vármegyei Levéltár őriz Szegeden. Más jellegű, hisz szenvedélyes utazó és fotós is volt, ún. fotós hagyatéka az 12.672 képből áll, melyek 15 bekötött albumban, 1 összefűzetlen, különálló lapokból álló albumban, illetve ömlesztve egy zacskóban találhatók. A képek zöme saját készítésű fotó, valamint olyan fénykép, melyen Shvoy vagy valamelyik családtagja, ismerőse, politikustársa szerepel. Ezek mellett postai levelezőlapok, valamint újságkivágások tartoznak a gyűjteményhez.
A magánjellegű, családi és kirándulások képeit tartalmazó albumok mellett a 13-15. album tartalmazza az első világháború eseményeit bemutató fotókat. Mind a háborús anyagot, mind a kirándulásokat bemutató képeket feliratokkal látta el és térképeket is mellékelt hozzájuk, melyeken bejelölte a hadműveleti mozgásokat, a fronthelyzetet, illetve a túráknál az útvonalat.
A teljes hagyatékot az SZTE Klebelsberg Könyvtár digitalizálta, amely online formában is megtekinthető bárki számára.

### Művei
- Shvoy Kálmán titkos naplója és emlékirata, 1918–1945; sajtó alá rend., bev., jegyz. Perneki Mihály; Kossuth, Budapest, 1983